# Sybra luteicornis
Sybra luteicornis là một loài bọ cánh cứng trong họ Cerambycidae.